# Continuum des violences
Pour l’article homonyme, voir Continuum.
Le continuum des violences ou continuum en matière de violence sexuelle est un concept élaboré par Liz Kelly en 1987. Il prend en compte l'expérience vécue des femmes et toutes les violences de genre (de la blague sexiste au féminicide) sans les hiérarchiser. Il met en évidence que la plupart des femmes font l'expérience de violences sexuelles et que les violences sont liées entre elles.

## Description
Ce concept est issu des recherches féministes des années 1970. En 1981, Marie Leidig propose d’utiliser le terme de continuum à propos de la violence sexuelle. Elle attache une importance à la gravité des faits. Pour elle, la violence domestique et l'inceste sont les faits les plus graves et ont le plus d'impact négatif sur la vie des victimes. En 1987, l'enquête de Sandra Mc Neill montre que le groupe de femmes confrontées à une exhibition sexuelle redoutent davantage la mort que les autres groupes. Cette recherche remet en question l'idée que plus la violence est grave, plus l'impact sur la victime est important.
En 1984, la sociologue britannique Liz Kelly mène une enquête auprès de soixante femmes. Elles sont toutes volontaires. Aucune n'a signalé de violences sexuelles auprès des services sociaux, police ou justice. Elles vont toutes faire part de plusieurs épisodes de violences sexuelles. Liz Kelly montre que toutes les formes de violence sexuelle ont des effets négatifs sur la victime. Elle utilise le terme de continuum pour montrer la fréquence des violences sexuelles subies au cours d'une vie. Le terme de continuum permet de prendre en compte l'expérience vécue des femmes.
Liz Kelly établit également un continuum de violences dans les couples hétérosexuels qui vont du rapport sexuel désiré aux pressions, puis à la contrainte et à l’usage de la force. Elle publie le résultat de sa recherche en 1987. Il est traduit en français en 2019.
Il existe de nombreuses représentation ou illustration du continuum des violences. Certaines s'attachent à lister des violences, d'autres se réfèrent à des comportements ou attitudes. Elles sont souvent présentées sous forme d'iceberg ou de pyramide. Toutes mettent en avant le lien entre les violences sexuelles et le sexisme. Les femmes sont dévalorisées. Les hommes sont surévalués ce qui les mènent à user de leur pouvoir sur les femmes et les personnes minorisées.